# Isildurs Bane
Isildurs Bane ist eine Progressive-Rock-Band aus Schweden, die eine umfangreiche musikalische Entwicklung mit kontinuierlichen Stil- und Besetzungswechseln hinter sich hat und sich heute selbst als elektronisches Kammerorchester versteht.

## Bandgeschichte
Die Frühwerke der Band waren zunächst im Fahrwasser des symphonischen Progressive Rock der Camel-Schule mit fließendem Übergang zum Jazzrock angesiedelt und kombinierten elektrische und akustische Elemente mit schwedischem Gesang. Vier Mitglieder der Gründungsformation, die 1976 aus 15- bis 19-Jährigen bestand, gingen aus der Band Amsaga hervor. Der Bandname Isildurs Bane ist sowohl nach schwedischer als auch nach englischer Leseart eine der Bezeichnungen für den "Einen Ring" in J. R. R. Tolkiens Der Herr der Ringe.
Der erste größere Umbruch erfolgte mit der Veröffentlichung von Cheval - Volonté De Rocher im Jahr 1989. Keyboarder Mats Johansson hatte sich der kompositorischen Arbeit angenommen, die Stücke waren nun weitgehend instrumental, wurden in Zusammenarbeit mit einem Orchester eingespielt und nahmen dabei Einflüsse aus Zeitgenössischer Klassik und Zappaesker Musik auf. Auf den nachfolgenden Alben wurde dieser Stil weiter ausgefeilt.
1997 nahm das MIND-Projekt Gestalt an, das die jüngsten fünf Veröffentlichungen der Band umfasst. Die Abkürzung steht für Music Investigating New Dimensions, und tatsächlich sind die Alben von konstanter Veränderung geprägt: Während es sich bei MIND Vol. 1 um eine Studio-Einspielung kammermusikalischen Materials mit ausgefeilten Arrangements handelt, bietet das zweite Album der Serie wiederum überwiegend neues Material in einer Live-Einspielung mit großem Symphonie-Orchester und einer Spielzeit von 155 Minuten. Der dritte Teil konzentriert sich dagegen auf freie Improvisation. Für MIND Vol. 4: Pass wurde erstmals seit der Frühphase der Band wieder Gesang hinzugenommen. ArtPop-Songs in der Tradition von Peter Gabriel und Kate Bush wechseln sich mit sich klangmalerischen Zwischenspielen ab.
2005 erschien Mind Vol. 5 - The Observatory als Konzert-DVD, die eine komplette Darbietung von Vol. 4 enthält und diese durch nahtlos eingebundene frühere Aufnahmen, Szenen aus dem Tourneealltag und surrealistische Effekte ergänzt zum Kunstfilm verschmelzen lässt. Gastsängerin und -gitarristin Mariette Hansson schrieb für das Intro und als Bonus vier Singer-Songwriter-Stücke, die von Mats Johansson orchestral arrangiert und später als EP Songs from the Observatory veröffentlicht wurden.
Im Dezember 2005 fand in Halmstad erstmals die IB Expo statt. Renommierte Musiker wie Mick Karn (Bassist bei Bill Bruford, Japan, Kate Bush) und Jerry Marotta (Schlagzeuger bei Peter Gabriel, Ani DiFranco, Paul McCartney, Tony Levin Band) wurden eingeladen, um bei der Entwicklung neuen Materials mitzuwirken und dieses im Anschluss live darzubieten. Dort knüpfte die Band auch Kontakt zu Steve Hogarth, dem Sänger der Band Marillion. 
Im Jahr 2017 veröffentlichte die Band dann mit Hogarth das gemeinsame Album Colours Not Found in Nature.
Mit der IB Expo im Jahr 2017 begann eine Zusammenarbeit mit dem Sänger der Band Van der Graaf Generator, Peter Hammill, die 2019 in der Veröffentlichung des gemeinsamen Albums In Amazonia mündete. Eine tragende Rolle spielen auf dem Album auch als Gastmusiker Tim Bowness, der mit Steven Wilson in der Band No-Man auftritt, und die Koto-Spielerin Karin Nakagawa. Mit Disequilibrium erschien 2021 ein zweites gemeinsames Album mit Peter Hammill. Im Jahr 2018 wurde auf der IB Expo auch der Kontakt zu Jinian Wilde, dem Sänger der David Cross Band geknüpft. Aus dieser Zusammenarbeit resultierte das Album The Pearl Of Ever Changing Shell, das 2024 erschienen ist.

## Diskografie
- Sagan om den Irländska älgen (1984)
- Sea Reflections (1985)
- Eight Moments of Eternity (1987)
- Sagan om ringen (1988)
- Cheval – Volonté de rocher (1989)
- The Voyage – A Trip to Elsewhere (1992)
- Lost Eggs (1994)
- MIND Vol. 1 (1997)
- MIND Vol. 2: Live (2001)
- MIND Vol. 3 mit Metamorfosi Trio (2003)
- MIND Vol. 4: Pass (2003)
- MIND Vol. 5: The Observatory (DVD, 2005)
- Songs from the Observatory (EP, 2005)
- Colours Not Found in Nature mit Steve Hogarth (2017)
- Off the Radar mit Pat Mastelotto (King Crimson) (2017)
- In Amazonia mit Peter Hammill (2019)
- In Disequilibrium mit Peter Hammill (2021)
- The Pearl of Ever Changing Shell mit Jinian Wilde (2024)